# برگریم

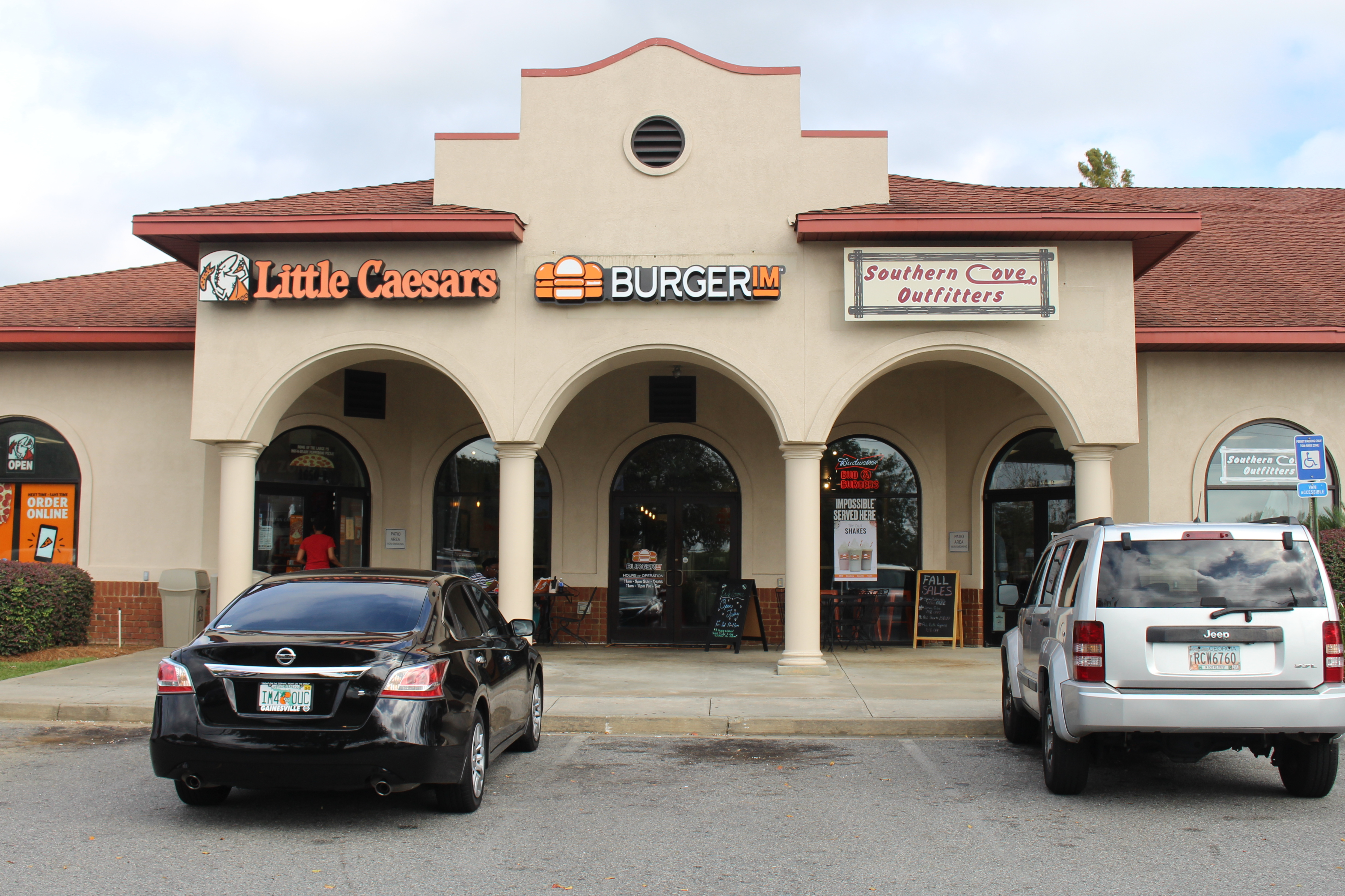
شعبه برگریم در جورجیای آمریکا - ۲۰۱۹

برگریم (به انگلیسی: Burgerim) یک رستوران زنجیره‌ای اسرائیلی است که دارای شعبات مختلف در کشورهای گوناگون از جمله ایالات متحده می‌باشد.

## تاریخچه
برگریم در سال ۲۰۱۱ توسط دانا تاچنر ایجاد شد. دانا تاچنر در نیویورک در حال تحصیل بود که به فکر تأسیس برگریم افتاد و به تل آویو بازگشت و اولین شعبه برگریم را ایجاد کرد. اورن لونی فرانشیز برگریم را از تاچنر خریداری کرد و آن را به شدت گسترش داد. امروزه برگریم دارای بیش از ۱۶۸ شعبه در کشورهای مختلف دنیا است.

## منو
برگریم از برگرهای کوچک ۲٫۸ اونسی استفاده می‌کند که کمی از اسلایدر بزرگتر هستند. برگریم دارای بیش از ۱۰ نوع برگر از جمله گوسفندی و گیاهی است.